# Isola gentile
Isola gentile  è un racconto a fumetti d'avventura di Sergio Toppi. Uscito per la prima volta sul terzo volume antologico Corto Maltese stampato da Rizzoli, nel 1987, nel 2003 è stato ristampato in un volume unico come singola storia da Grifo Edizioni, nella serie Le onde.

## Trama
Un uomo, dopo essere stato segretario di un missionario e poi schiavo di un dentista cinese, finisce per fuggire verso un'isola sconosciuta della Guinea. Scampato per miracolo ai pericoli del mare, sulla spiaggia incontra un misterioso spirito tribale che lo accoglie sull' “isola gentile”. Avventurandosi nella foresta più interna, l'uomo senza nome si imbatte in un goffo e buffo uomo baffuto appeso ad un albero.
Prestato soccorso al dotto individuo, inizia una fuga frenetica: l'uomo, infatti, è minacciato dal signore dell'isola e dai selvaggi che lo servono. Assieme al benefattore viene nuovamente catturato e riportato al cospetto di un imponente ex-cambusiere tedesco, ora acclamato padrone indiscusso dell'isola e dei suoi abitanti.
Durante la prigionia il pelato baffuto si presenta come Cornelis Dekonig, naturalista danese naufragato e poi reso schiavo da Savius Von Habst-Ermolli. Per salvarsi la vita i due vengono sottoposti ad alcune prove durante le quali si rivela di nuovo lo spirito-maschera al naufrago, che viene aiutato da quest'ultimo.
È sempre grazie all'aiuto dell'entità tribale soprannaturale che sia il naufrago che il naturalista riescono ad uccidere infine il dispotico ex-cambusiere e le sue guardie. Durante i preparativi per lasciare l'isola Cornelis viene però ucciso dall'ultimo guerriero rimasto fedele al tedesco. Al naufrago non resta che affrontarlo col potere concessogli dallo spirito.
Vinto anche il guerriero papuano, il naufrago è pronto per essere acclamato liberatore e nuovo sovrano dell'isola; scortato dall'idolo, egli preferisce riposarsi un'ultima volta sulla spiaggia, debilitato a causa di una freccia avvelenata scagliatagli dal guerriero. Chiusi gli occhi, l'uomo scopre di non riuscire più a riaprirli e di star soccombendo allo scemare delle proprie forze.